# Wally Nunn
Walter „Wally“ Nunn (* 16. Januar 1920 in Deptford, London; † 18. November 1965 in Camberwell, London) war ein englischer Fußballspieler.

## Karriere
Nunn erhielt nach einem Probetraining 15-jährig beim FC Fulham einen Kaderplatz angeboten, sein Vater lehnte allerdings ab, weil die Familie sich die Kosten für die Busfahrkarte für das zweimal wöchentliche Training nicht leisten konnte. Stattdessen schloss er sich etwas später Charlton Athletic an, der langjährige Charlton-Trainer und frühere Nationalspieler Jimmy Seed soll ihn als „besten Jugendlichen, den ich je gesehen habe“ beschrieben haben. In der Saison 1938/39 spielte Nunn in der Kent League für Bexleyheath & Welling, einem Klub der Charlton Athletic als offizieller Ausbildungsverein (im engl. nursery club) diente. Ab Sommer 1939 gehörte er fest zum Profikader von Charlton, der Ausbruch des Zweiten Weltkriegs und die damit verbundene sofortige Einstellung des Spielbetriebs verhinderten aber zunächst eine mögliche Laufbahn in der Football League. Nunn kam Ende September 1939 zu einem Einsatz als Mittelstürmer in einem Freundschaftsspiel gegen Luton Town. Im Team um Torhüter Sam Bartram erzielte er beide Tore bei der 2:3-Niederlage. Im Juli 1943 wurde er als Neuzugang des nordirischen Klubs Linfield FC vorgestellt. Vom Korrespondenten des Belfast Telegraph wurde er als „riesiger Charlton-Athletic-Mittelläufer“, der „eine gute Beschleunigung hat und äußerst abgeklärt ist“ charakterisiert, zugleich wurde aber bemängelt, dass „wenn er von einem Angreifer unter Druck gesetzt wird, dazu neigt, den Ball zum Torhüter zurückzuspielen.“ Bis Mitte Oktober 1943 findet sich sein Name in Aufstellungen Linfields. Über seinen weiteren Verbleib während des Zweiten Weltkriegs ist nichts bekannt, gesichert ist nur, dass er für Charlton nicht in den kriegsbedingten Ersatzwettbewerben zum Einsatz kam.
Im Sommer 1947, ein Jahr nach der offiziellen Wiederaufnahme des Spielbetriebs, wurde er von Louis Page für den Drittligisten Swindon Town verpflichtet. Er bildete an den ersten beiden Spieltagen mit Harry Kaye (rechts) und Jimmy Ithell (Mitte) die Läuferreihe, im Anschluss an eine 1:3-Niederlage gegen die Bristol Rovers verlor er seinen Platz im Team an Eddie Painter und kam bis Saisonende lediglich im November anstelle des verletzten Ithells nochmals zu zwei Einsätzen, dieses Mal als Mittelläufer. Nach vier Einsätzen war sein Gastspiel in der Football League Third Division South bereits wieder beendet, im Juni 1948 wurde er von Jimmy Allen in die Southern League zu Colchester United geholt. Nunn, dem an einer Hand ein Finger fehlte, erhielt zum Saisonauftakt von der Essex Newsman anlässlich eines 1:1-Unentschiedens gegen Cheltenham Town Ende August 1948 „Schnelligkeit und Können“ bescheinigt. Als vermeintlicher Nachfolger von Ted Fenton, dem populären Spielertrainer und Vorgänger auf der Mittelläuferposition, hatte Nunn zeitweise aber einen schweren Stand bei den Fans. Im Oktober 1948 berichtete der Essex Newsman, dass Nunn regelmäßig ausgebuht wird und obszöne Gesten von den Fans ertragen muss. Zum Jahreswechsel besserte sich das Verhältnis zu den Zuschauern wieder, auch weil sich Nunns Leistungen im Reserveteam steigerten. Als Ersatzmann des Mittelläufers Frank Stamper bzw. des linken Läufers Andy Brown kam Nunn zu insgesamt zwölf Pflichtspielauftritten für die erste Mannschaft, eine am Saisonende angebotene Vertragsverlängerung lehnte er ab und zog es vor sich dem Ligakonkurrenten Guildford City anzuschließen.
Bei Guildford agierte er zunächst als linker Außenläufer, wurde dort aber schon bald vom aufstrebenden Jimmy Langley verdrängt und bekleidete in der Folge variabel andere Defensivpositionen. Im Mai 1951 stand Nunn als Mannschaftskapitän im Finale um den Southern League Cup, das gegen Merthyr Town verloren ging. Nachdem er in der Saison 1951/52, auch wegen seiner beruflichen Tätigkeit in den London Docks, für die erste Mannschaft nicht mehr in Erscheinung getreten war, verließ er 1952 Guildford und ging zu Tunbridge Wells United in die Kent League. Dort spielte er mindestens bis 1954 regelmäßig als Mannschaftskapitän für die Reservemannschaft.